# Borjomi (agua)

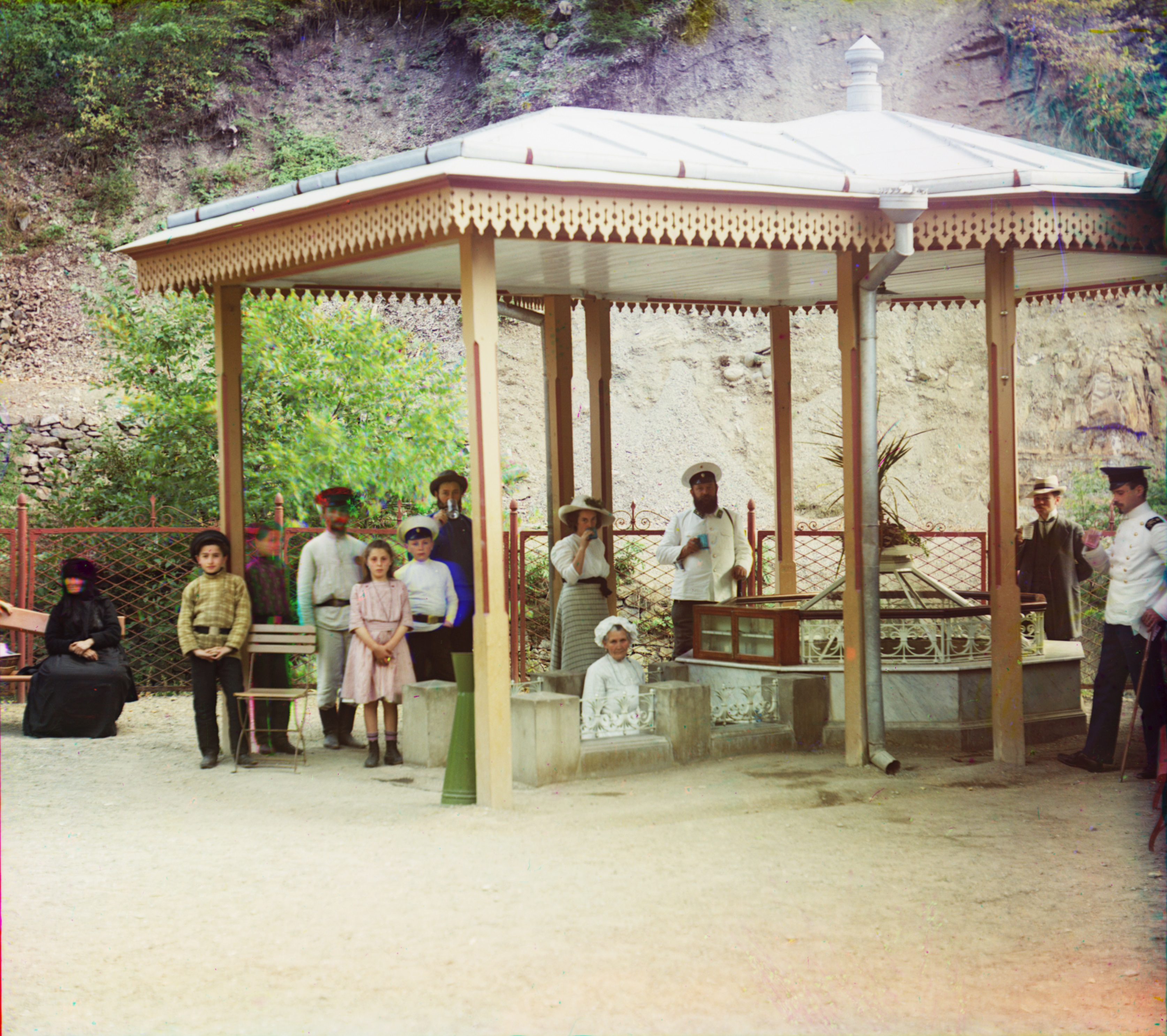
El manantial Yevgeniyevsky en Borjomi. Fotografía de Sergéi Prokudin-Gorski, 1912.

Borjomi (en georgiano: ბორჯომი, en ruso: Боржоми) es una marca de agua mineral naturalmente carbonatada proveniente de los manantiales localizados en el Valle de Borjomi en Georgia central. Los artesanos de los manantiales situados en el valle son alimentados por agua que se filtra desde los glaciares que cubren las cúspides de los montes Bakuriani en altitudes de hasta 2300 m.  El agua sube hasta la superficie sin ser bombeada y es transportada por tuberías a las tres plantas embotelladoras que existen en el pueblo de Bordzhomi.
Los manantiales de Borjomi fueron descubiertos por el Ejército Imperial Ruso en los años 1820. Cobraron fama a lo largo del Imperio Ruso, convirtiendo a Borjomi en un popular destino turístico. La historia de la marca se encuentra estrechamente relacionada con la dinastía imperial rusa de los Romanov. Por la década de 1890, el agua Borjomi era embotellada en los estados georgianos del gran duque Miguel Nikoláyevich de Rusia. Después de la revolución rusa de 1917 y la subsecuente apoderación soviética de Georgia, la empresa de Borjomi fue nacionalizada y el agua fue convertida en una de las principales exportaciones soviéticas.
Borjomi es la tercera mayor exportación de Georgia y es vendida en más de 30 países. Desde 1995, Borjomi ha sido controlada y producida por la Georgian Glass and Mineral Water Company (GG&MW). El uso de agua Borjomi ha sido sugerido por investigadores georgianos y rusos para complejos tratamientos de varias enfermedades digestivas y de diabetes mellitus.

## Historia
Los manantiales minerales del valle de Borjomi fueron descubiertos hace más de mil años. Siete grandes contenedores de roca fueron hallados por arqueólogos, los cuales se remontaban a comienzos del siglo VII y que prueban la existencia y uso de las aguas de los manantiales en esos tiempos, probablemente para bañarse. Los manantiales fueron abandonados antes de ser redescubiertos a inicios del siglo XIX. Para entonces, como resultado de las constantes guerras en la región, Borjomi y sus alrededores habían quedado despoblados y cubiertos con densos bosques.
En 1829, cuando el regimiento de granaderos de Jersón del Ejército Imperial Ruso fue desplegado en Borjomi para realizar operaciones en contra del Imperio Otomano, los soldados rusos encontraron manantiales minerales en la ribera derecha del río Borjomi. Intrigado por el hallazgo, el coronel Pavel Popov, comandante del regimiento, ordenó que se limpiaran los manantiales y que se embotellara y transportara el agua a la base militar. Popov, quien sufría de una enfermedad estomacal, probó el agua primero. Al tener resultados positivos, ordenó la edificación de unos muros de roca alrededor del manantial y mandó construir una casa de baño en las cercanías, junto con una pequeña casa para sí mismo. En 1837, cuando el regimiento de Jersón fue reemplazado por el regimiento de granaderos georgianos, su médico Amirov examinó los componentes del agua y sus efectos, enviando los primeros resultados del análisis a San Petersburgo y Moscú. Por 1841, las propiedades sanadoras que se le atribuían al agua de Borjomi eran tan famosas que el virrey del zar ruso en el Cáucaso Yevgeni Golovin llevó a su hija enferma a los manantiales para que fuera tratada. En vista de los rápidos resultados del tratamiento, nombró al primer manantial Yekaterinsky (en ruso: Екатерининский) en honor a su hija Yekaterina y al segundo Yevgeniyevsky (Евгеньевский) en honor a sí mismo.
Golovin también aceleró la transferencia oficial del control del agua de las autoridades militares a las civiles. En 1850, se abrió un parque de agua mineral en Borjomi y en 1854, los autoridades encargaron la construcción de la primera planta embotelladora. El agua de Borjomi ganó popularidad por sus supuestos efectos curativos a lo largo del Imperio Ruso y el gobierno comenzó a construir palacios, parques, jardines públicos y hoteles para recibir a los turistas y pacientes que llegaban al lugar. El viaje de Tiflis a Borjomi generalmente tomaba entre 8 y 9 horas en faetón. El nuevo ferrocarril de Khashuri a Borjomi construido en 1894 redujo significativamente la duración de la travesía. Renombradas figuras como Antón Chéjov y Piotr Ilich Chaikovski, así como miembros de la familia real rusa, estaban entre los visitantes asiduos de los manantiales. En ese tiempo, Borjomi rivalizaba con balnearios europeos similares, como por ejemplo Vichy, el cual era frecuentado por turistas rusas, hecho que le valió a Borjomi la reputación de «la Vichy rusa» y «la perla del Cáucaso».
En 1894, el gran duque Miguel Nikoláyevich de Rusia hizo construir una planta embotelladora en el parque de Borjomi, la cual continuó operando hasta la década de 1950. Los ingresos generados por la empresa de las aguas de Borjomi pasaron a formar parte de la fortuna del hijo y sucesor de Miguel, Nicolás, quien era el más rico de todos los grandes duques rusos en 1914. Una fábrica de botellas de vidrio fue construida en 1896, y para 1904 el embotellamiento del agua de Borjomi ya era parcialmente automatizado. De acuerdo a los archivos, en 1854 solamente se produjeron 1350 botellas de agua. En 1905 el número fue de 320 000 y para 1913 se vendieron más de 9 millones de botellas. Después del establecimiento del régimen soviético en Georgia, Borjomi era vendida a gran escala a lo largo de la Unión Soviética y era aprecidada por líderes soviéticos como Iósif Stalin.
La exploración del valle de Borjomi se llevó a cabo en 1927. Entre ese año y 1982, fueron excavados 57 pozos de exploración (cuyas profundidades iban de los 18,4 m a los 1502 m). En 1961, fueron exportadas 423 000 botellas de Borjomi a 15 países incluyendo los Estados Unidos, Francia y Austria. Durante la existencia de la Unión Soviética, Borjomi fue considerada como la tercera marca más conocida de la URSS detrás del automóvil Volga y la aerolínea Aeroflot. En los años 1980, la producción anual de agua de Borjomi alcanzó los 400 millones de botellas.
La producción disminuyó con el colapso de la Unión Soviética y el estancamiento económico de la independiente República de Georgia. En 1995, el embotellamiento de Borjomi fue retomado por la Georgian Glass and Mineral Water Company (GG&MW), lo cual incrementó la producción cuarenta veces. De acuerdo con la compañía, 80% del agua Borjomi producida ese año fue exportada —más de la mitad de esta cantidad a Rusia—. A pesar de que se han producido falsificaciones de la bebida utilizando la denominación de Borjomi como resultado del aumento en la piratería durante la década de 1990, el agua de Borjomi pudo recuperar su reputación en 2000 en una campaña en que utilizó una presentación de empaque distintiva. La piratería igualmente disminuyó debido a la crisis financiera rusa de 1998.
En mayo de 2006, Rusia prohibió las importaciones de aguas minerales georgianas, declarándolas inseguras. Georgia vio esto como un intento de restringir el acceso al mercado ruso y convertir a Borjomi a un peón dentro de la lucha de poder político postsoviética. Como resultado de la prohibición, GG&MW perdió 25 millones de laris georgianos en 2006, pero la compañía declaró haber superado la crisis en 2008, al haber alcanzado sus volúmenes de ventas los niveles previos a 2006. La venta y exportación del agua mineral Borjomi decayeron nuevamente entre 30 y 40% desde octubre de 2008 debido a la crisis financiera global.

## Características

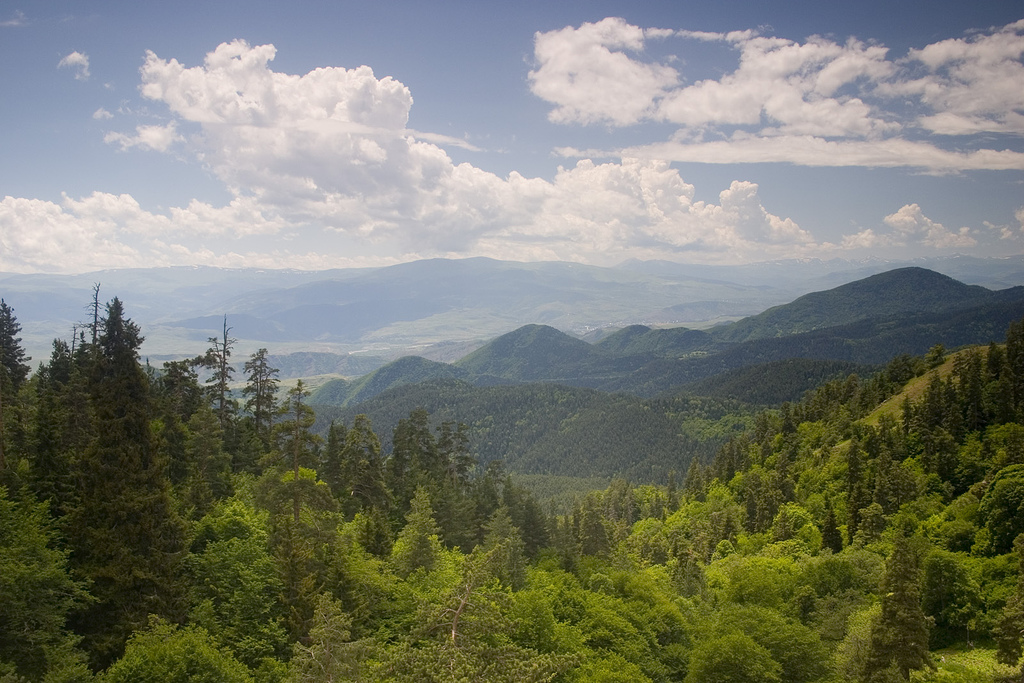
Valle de Borjomi.

Borjomi es un agua de origen volcánico de más de 1500 años de antigüedad. Sube a la superficie desde una profundidad de 10 km debido a una presión natural de dióxido de carbono. El agua de Borjomi no se enfría antes de alcanzar la superficie y surge a una temperatura de 38-41 °C. Los manantiales de Borjomi se localizan en la parte central de la cadena montañosa Adjara-Imereti del Gran Cáucaso a una altitud de 760–920 m s. n. m. La profundidad promedio de cada uno de los nueve pozos es de 1200–1500 m.
A fin de preservar la composición mineral de los manantiales, en 2006 el Ministerio Georgiano de Protección Ambiental y Recursos Naturales aprobó un plan de producción para el periodo 2006-2031 estimando 561 000 litros por día, lo que permite embotellar más de 1 millón de botellas diarias usando los 9 pozos en el valle de Borjomi. Los pozos se dividen en tres zonas de explotación: Central (en las inmediaciones del pueblo de Borjomi), Likani (en el pueblo homónimo) y Vashlovani-Kvibisi (en los pueblos de Vashlovani y Kvibisi). El agua recibida de los pozos viaja a través de una tubería de distribución de acero inoxidable de 25 km a dos plantas embotelladoras, donde es enfriada y embotellada. La primera planta se especializa en embotellado de vidrio, y la segunda, en embotellado de PET.
La producción del agua mineral y el turismo económico relacionado en Borjomi y en el cercano parque natural de Borjomi-Kharagauli componen el 10% del valor de las exportaciones de Georgia. La construcción del oleoducto Bakú-Tiflis-Ceyhan cerca del área de Borjomi ha sido controvertida debido a los potenciales impactos negativos tanto ambientales como económicos en la región.

## Presentación

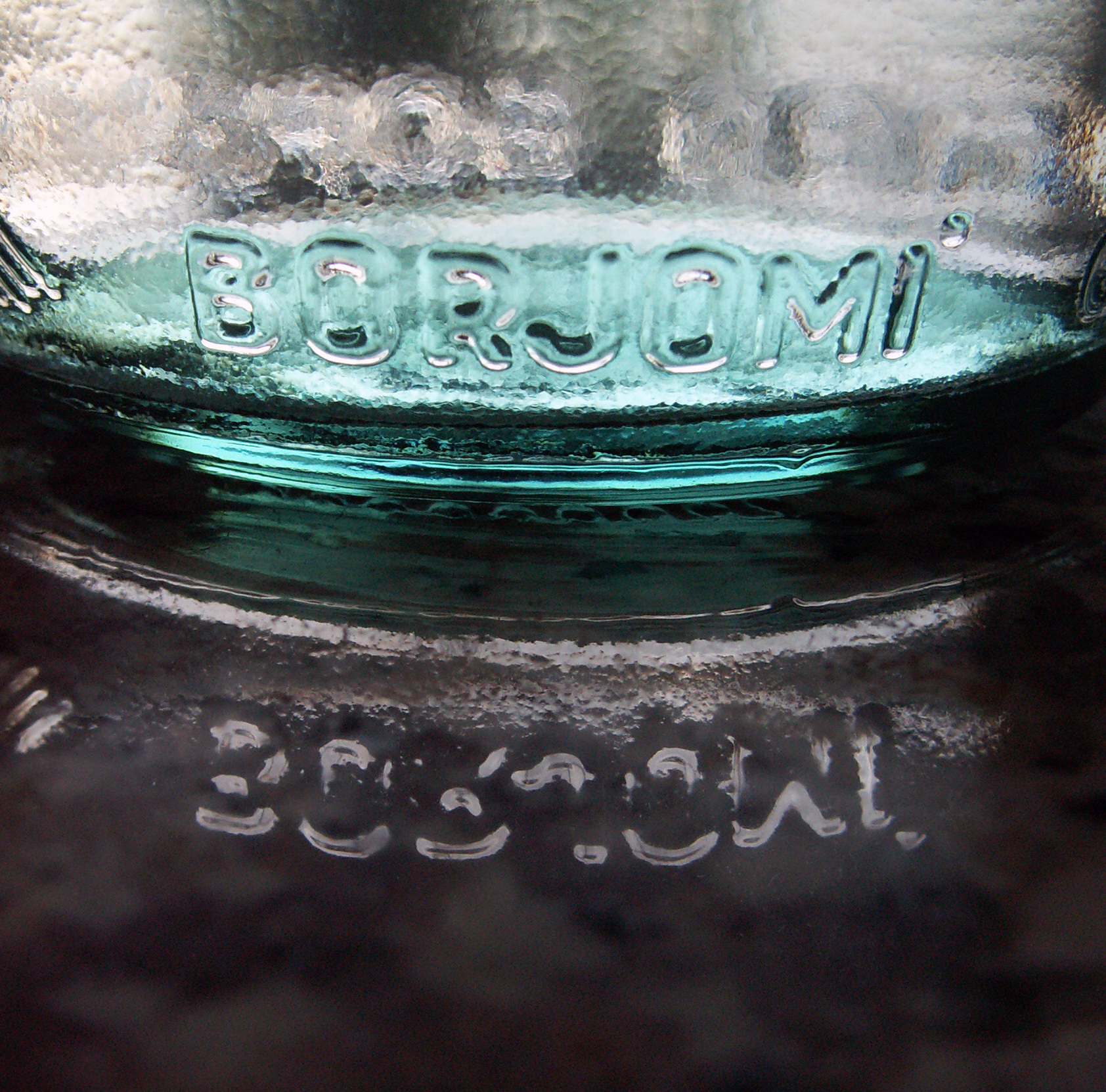
Sello de autenticidad en la parte baja de la botella de Borjomi.

El agua Borjomi viene en botellas de vidrio de 0,33 y 0,5 litros y botellas de plástico de 0,5 litros y 1 litro. Ambos tipos de botellas vienen cerradas con tapa rosca. El distintivo color verduzco de las botellas de vidrio (llamado precisamente verde georgiano) está basado en una fórmula patentada. En febrero de 2011, se introdujo una nueva presentación del agua de Borjomi con una apariencia más sofisticada y moderna, acentuando el relieve del reno, imagen característica del fabricante, en la etiqueta. Más de 30 países, incluyendo Israel, los Estados Unidos; la República Checa; Polonia; Bulgaria; Chipre; Canadá; Austria; Turquía, Japón; España; Bélgica; los Países Bajos, Grecia; Australia, los Emiratos Árabes Unidos, el Reino Unido y Corea del Sur recibieron Borjomi en las botellas con el nuevo diseño.